# San Pietro Vernotico
San Pietro Vernotico er en by i Apulien, Italien med 13.022 (2023) indbyggere.